# Milaan-San Remo 2013

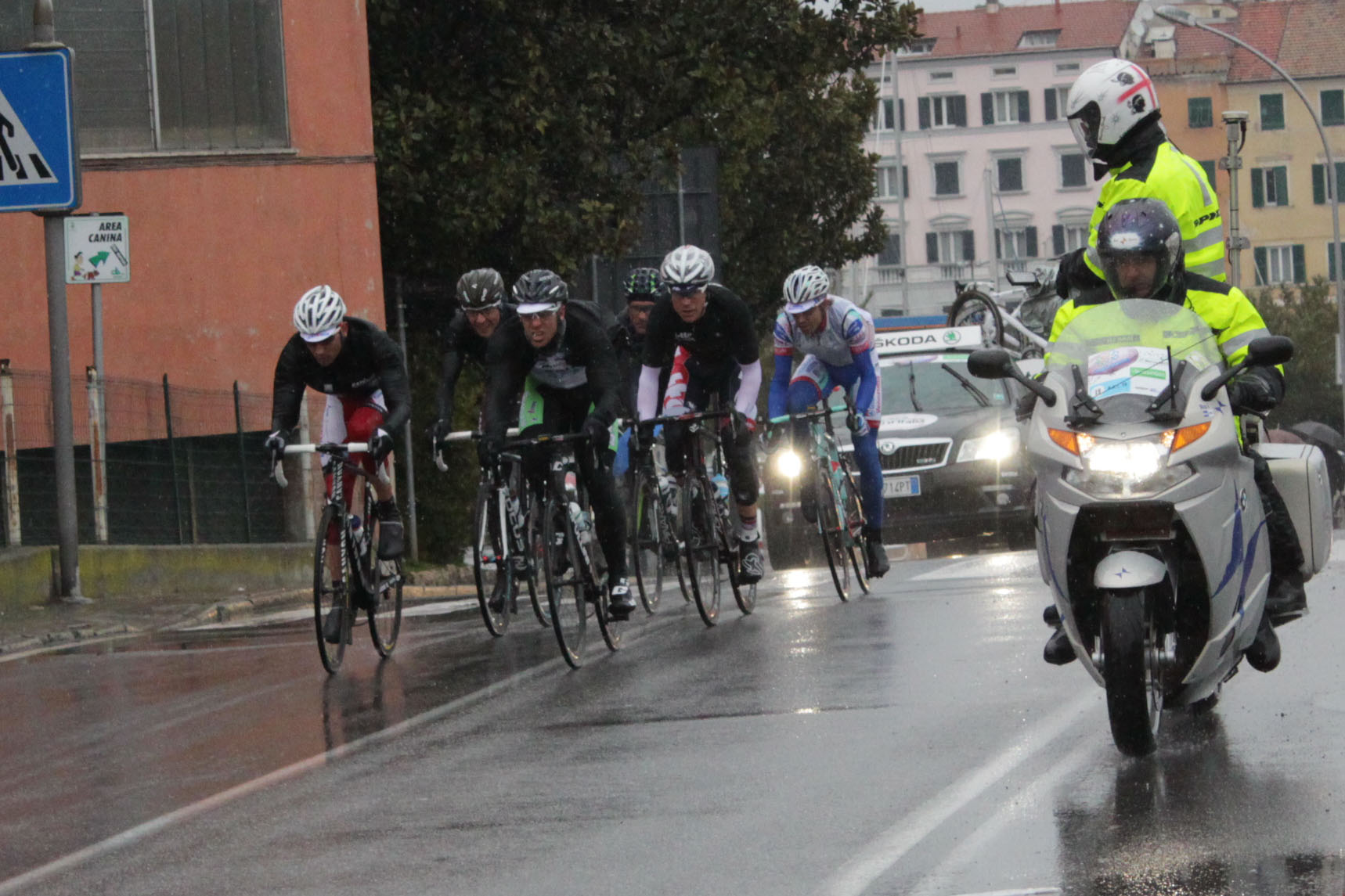
Kopploeg in Milaan-San Remo 2013, ter hoogte van Savona

Op 17 maart 2013 werd de 104e editie verreden van de Italiaanse klassieker Milaan-San Remo. Deze jaarlijkse wielerklassieker start in Milaan en eindigt in San Remo. De vorige editie werd gewonnen door de Australiër Simon Gerrans. De wielerklassieker werd gewonnen door de Duitse renner Gerald Ciolek gevolgd door de Slowaak Peter Sagan en de Zwitser Fabian Cancellara.

## Parcours
Vanaf Milaan wordt er een lange tijd over een vlak terrein gereden. De koers begint pas echt op de Passo del Turchino, waarna er over Le Manie en de Capo Berta naar de Cipressa gereden wordt, waarna als laatste heuvel de Poggio di San Remo opduikt. Een paar kilometers later ligt de finish in San Remo. Met 298 kilometer is de koers het langste van de UCI World Tour. Het parcours werd echter gedurende de wedstrijd met 46 kilometer ingekort door slechte weersomstandigheden. Zowel Passo del Turchino als Le Manie werden door het peloton overgeslagen.

## Deelnemende ploegen
Alle negentien UCI World Tour ploegen hadden het recht en de plicht om deel te nemen aan Milaan-San Remo 2013. Daarnaast heeft de organisatie nog zes wildcards uitgedeeld aan Androni Giocattoli, Bardiani Valvole-CSF Inox, IAM Cycling, MTN-Qhubeka, Europcar, Vini Fantini-Selle Italia. Een zevende wildcard werd uitgedeeld aan Katjoesja, maar deze ploeg werd na hoger beroep alsnog toegevoegd aan de World Tour en had zodoende geen wildcard nodig. De organisatie besloot om Katjoesja niet te vervangen.
| 19 UCI World Tour-ploegen | 19 UCI World Tour-ploegen | 19 UCI World Tour-ploegen | 6 wildcards               |
| ------------------------- | ------------------------- | ------------------------- | ------------------------- |
| AG2R-La Mondiale          | FDJ                       | Omega Pharma-Quick Step   | Androni Giocattoli        |
| Argos-Shimano             | Team Garmin-Sharp         | Orica-GreenEdge           | Bardiani Valvole-CSF Inox |
| Astana Pro Team           | Lampre-Merida             | RadioShack-Leopard        | IAM Cycling               |
| Blanco Pro Cycling        | Lotto-Belisol             | Saxo-Tinkoff              | MTN-Qhubeka               |
| BMC Racing Team           | Katjoesja Team            | Sky ProCycling            | Europcar                  |
| Cannondale Pro Cycling    | Team Movistar             | Vacansoleil-DCM           | Farnese Vini–Selle Italia |
| Euskaltel-Euskadi         |                           |                           |                           |

## Wedstrijd

### Verloop
Door de uiterst extreme weersomstandigheden zoals koude, sneeuw en regen werd deze editie een van de meest turbulente ooit. Nadat de renners meer dan honderd kilometer hadden gereden in kou en wind werd door de organisatoren besloten de wedstrijd te onderbreken. Zes renners reden toen voorop met een voorsprong van zeven minuten en tien seconden. Dit waren Lars Bak (Denemarken), Pablo Lastras (Spanje), Matteo Montaguti (Italië), Maksim Belkov (Rusland), Filippo Fortin (Italië) en Diego Rosa (Italië). Alle renners moesten vervolgens plaats nemen in de ploegbussen, waarmee de verplaatsing werd gemaakt over de Turchino en later ook, zo werd besloten, Le Manie. Intussen gaven een aantal renners, waaronder de Belg Tom Boonen, er de brui aan.
De verwarring duurde verder tot even na drie uur 's middags na meer dan twee uur neutralisering de wedstrijd weer op gang kwam voorbij het gebergte. De zes koplopers mochten met hun voorsprong van ruim zeven minuten vertrekken. Onder stimulans van de ploegen Cannondale en Sky ProCycling werden ze ingelopen voor de beklimming van de Cipressa. De Belg Philippe Gilbert greep zijn kans in de afdaling van de Cipressa maar kon niet verhinderen dat even later de Fransman Sylvain Chavanel, Brit Ian Stannard en Rus Edoeard Vorganov aan de haal gingen. Vorganov bleef achter op de beklimming van de Poggio en onder druk van Zwitser Fabian Cancellara wisten ook de Slowaak Peter Sagan, Italiaan Luca Paolini en Duitser Gerald Ciolek zich bij het tweetal voegen. Deze groep van zes spurtte voor de eindzege. Hierbij was Ciolek de snelste voor Sagan. Cancellara eindigde op de derde plaats. De achtervolgende groep eindigde op veertien seconden achterstand van de zes koplopers.

### Uitslag
| Milaan–San Remo 2013 |                     |                           |          |
| Plaats               | Naam                | Ploeg                     | Tijd     |
| Winnaar              | Gerald Ciolek       | MTN-Qhubeka               | 5u37'20" |
| 2                    | Peter Sagan         | Cannondale Pro Cycling    | z.t.     |
| 3                    | Fabian Cancellara   | Radioshack-Nissan-Trek    | z.t.     |
| 4                    | Sylvain Chavanel    | Omega Pharma-Quick Step   | z.t.     |
| 5                    | Luca Paolini        | Team Katjoesja            | z.t.     |
| 6                    | Ian Stannard        | Sky ProCycling            | z.t.     |
| 7                    | Taylor Phinney      | BMC Racing Team           | z.t.     |
| 8                    | Alexander Kristoff  | Team Katjoesja            | + 14"    |
| 9                    | Mark Cavendish      | Omega Pharma-Quick Step   | z.t.     |
| 10                   | Bernhard Eisel      | Sky ProCycling            | z.t.     |
| 11                   | Francisco Ventoso   | Movistar Team             | z.t.     |
| 12                   | Sonny Colbrelli     | Bardiani Valvole-CSF Inox | z.t.     |
| 13                   | Heinrich Haussler   | IAM Cycling               | z.t.     |
| 14                   | Enrico Gasparotto   | Astana                    | z.t.     |
| 15                   | Sébastien Turgot    | Team Europcar             | z.t.     |
| 16                   | Jürgen Roelandts    | Lotto-Belisol             | z.t.     |
| 17                   | Romain Bardet       | AG2R-La Mondiale          | z.t.     |
| 18                   | John Degenkolb      | Argos-Shimano             | z.t.     |
| 19                   | Yoann Offredo       | FDJ                       | z.t.     |
| 20                   | Oscar Gatto         | Vini Fantini-Selle Italia | z.t.     |
|                      |                     |                           |          |
| 23                   | Sebastian Langeveld | Orica-GreenEdge           | z.t.     |

1907 · 1908 · 1909 · 1910 · 1911 · 1912 · 1913 · 1914 · 1915 · 1916 · 1917 · 1918 · 1919 · 1920 · 1921 · 1922 · 1923 · 1924 · 1925 · 1926 · 1927 · 1928 · 1929 · 1930 · 1931 · 1932 · 1933 · 1934 · 1935 · 1936 · 1937 · 1938 · 1939 · 1940 · 1941 · 1942 · 1943 · 1944 · 1945 · 1946 · 1947 · 1948 · 1949 · 1950 · 1951 · 1952 · 1953 · 1954 · 1955 · 1956 · 1957 · 1958 · 1959 · 1960 · 1961 · 1962 · 1963 · 1964 · 1965 · 1966 · 1967 · 1968 · 1969 · 1970 · 1971 · 1972 · 1973 · 1974 · 1975 · 1976 · 1977 · 1978 · 1979 · 1980 · 1981 · 1982 · 1983 · 1984 · 1985 · 1986 · 1987 · 1988 · 1989 · 1990 · 1991 · 1992 · 1993 · 1994 · 1995 · 1996 · 1997 · 1998 · 1999 · 2000 · 2001 · 2002 · 2003 · 2004 · 2005 · 2006 · 2007 · 2008 · 2009 · 2010 · 2011 · 2012 · 2013 · 2014 · 2015 · 2016 · 2017 · 2018 · 2019 · 2020 · 2021 · 2022 · 2023 · 2024 · 2025
Lijst van beklimmingen
 Tour Down Under · 
 Parijs-Nice · 
 Tirreno-Adriatico · 
 Milaan-San Remo · 
 Ronde van Catalonië · 
 E3 Harelbeke · 
 Gent-Wevelgem · 
 Ronde van Vlaanderen · 
 Ronde van het Baskenland · 
 Parijs-Roubaix · 
 Amstel Gold Race · 
 Waalse Pijl · 
 Luik-Bastenaken-Luik · 
 Ronde van Romandië · 
 Ronde van Italië · 
 Critérium du Dauphiné · 
 Ronde van Zwitserland · 
 Ronde van Frankrijk · 
 Clásica San Sebastián · 
 Ronde van Polen · 
  Eneco Tour · 
 Ronde van Spanje · 
 Vattenfall Cyclassics · 
 GP Ouest France-Plouay · 
 Grote Prijs van Quebec · 
 Grote Prijs van Montreal · 
 UCI Ploegentijdrit · 
 Ronde van Lombardije · 
 Ronde van Peking